# Carlinhos Antunes
Carlinhos Antunes é um cantor, compositor, produtor, arranjador e multi-instrumentista de música popular brasileira.

## Biografia
Carlinhos Antunes nasceu em uma família musical. Seus tios-avós maternos eram músicos de orquestra, tocavam violino, viola e violoncelo; sua tia tocava piano e sua avó, que adorava música, pedia sempre para que ele tocasse para ela.
Seu pai, que também era sapateador amador, costumava cantar músicas de cinema e clássicos antigos da música brasileira. Os irmãos mais velhos de Carlinhos Antunes tocavam violão e guitarra em grupos na época da Jovem Guarda.
Dentre suas lembranças musicais mais antigas, Carlinhos recorda-se de três momentos: seu pai, enquanto se barbeava, cantando músicas brasileiras e latinas, como boleros e cha-cha-chás. Ainda criança, Carlinhos Antunes aprendeu todo esse repertório, que cantarolava baixinho ao despertar. Boa parte dessas canções lhe foram muito úteis na vida profissional.
Outra lembrança importante de Carlinhos Antunes foi ter se tornado, "aos quatro anos de idade, um ‘concertista de garrafas’: descobri que, alterando seu volume de água, os sons mudavam e as melodias também. Passei a juntar dezenas delas e dali surgiram minhas primeiras composições musicais."
Por fim, a principal lembrança musical de Carlinhos Antunes, quando criança, foi sua participação na banda do Externato Assis Pacheco, onde estudou dos seis aos dez anos. "Na época, o professor perguntou-me se meu pai era maestro, porque se impressionou com minha musicalidade. Nesse mesmo dia, ele foi até minha casa aconselhar meus pais a que me fizessem estudar música."
O professor da banda escolar foi figura decisiva em sua formação musical, pois seguindo seu conselho, a mãe de Carlinhos Antunes colocou-o, aos oito anos de idade, em aulas de violão popular com Leila Pires, professora do bairro. "Nós escrevíamos os acordes em braços de violão carimbados no caderno. O método era tirar músicas da época, da jovem guarda, principalmente. Eu estudava os arpejos e as ‘batidas’ referentes a cada música."
Desse tempo, o que ficou de mais útil para Carlinhos Antunes foi adquirir a prática de estudar, aprendendo a usar o que tem de melhor: o ouvido e a intuição.
O auto-didatismo é a principal característica da formação musical de Carlinhos Antunes. Depois de um ano de estudo de violão popular, sua família enfrentou dificuldades financeiras e o instrumentista não pôde mais estudar com professores particulares. "Comecei a trabalhar com quatorze anos, num banco. Tocava de ouvido, sempre criando afinações diferentes e batucando em tudo que via pela frente. Aprendi a inventar acordes, melodias e até estudos para superar minhas dificuldades. Muita coisa aprendi vendo os outros tocar. Decorava os acordes, chegava em casa e os imitava."
Dos músicos com quem Carlinhos Antunes convive e conviveu, o instrumentista conta que, quando freqüentava o curso de Administração de Empresas na FAAP, conheceu o violonista Arnaldo França. Logo formaram um duo. "Como meu parceiro era aluno de Isaías Sávio, (n.e.: violonista clássico uruguaio radicado em São Paulo), comecei, por tabela, a estudar com ele. Com isso, larguei a faculdade dois anos depois de ter entrado. Foi a melhor coisa que fiz na vida."
Carlinhos Antunes estudava os métodos que Isaias Sávio escrevia para mão direita, mão esquerda e mais algumas peças. Ele e Arnaldo França mergulharam na obra dos grandes compositores brasileiros, fazendo arranjos, para dois violões, de composições de Egberto Gismonti, Milton Nascimento, Toninho Horta e Villa-Lobos.
Carlinhos Antunes cita, entre os músicos importantes em sua formação, o cantor e violonista Filó Machado. Conta que, um mês depois de tê-lo conhecido, entrava pela primeira vez num estúdio, para gravar com ele um disco de suas composições. "Eram complicadíssimas, com melodias e harmonias muito sofisticadas."
Filó Machado foi sua melhor escola de música popular. Os músicos que tocavam com ele eram, entre outros, o baterista Nenê, o baixista Nico Assumpção, o violonista Celso Machado, a flautista Léa Freire e o guitarrista Netão. "Tinha que estudar como um louco para me apresentar com eles. Os arranjos vocais eram muito difíceis e, como não havia aparelho de som em casa, tinha ainda que aprendê-los ouvindo as gravações na casa de amigos", conta o violonista.
Em 1978, Carlinhos Antunes ingressou na Fundação das Artes de São Caetano do Sul (SP), dirigida, à época, por Amilson Godoy. Seus estudos de violão clássico prosseguiram com o professor Edelton Gloeden na escola Travessia, onde mais tarde deu aulas de violão popular.

## Discografia
- ”Paisagem bailarina”
- ”Mundano”
- "orquestra mundana"
- "orquestra mediterranea"
- "muvuca"
- "violeta terna y eterna"
- "quarteto original"
- "Duo Antunes Lefeuvre"
- "Sobre Todas as Cordas"
- "Opera das Pedras"